# مستو مركب

تمثيل هندسي ل و مرافقه في المستوى العقدي. المسافة along the light الخط الأزرق من الأصل إلى النقطة z هي معيار أو القيمة المطلقة ل z. الزاوية φ هي عمدة العدد المركب z.

المستوى المركب (بالإنجليزية: Complex plane) هو تمثيل هندسي للأعداد المركبة مكون من محور الأعداد الحقيقية ومحور الأعداد التخيلية، العمودي عليه.
في بعض الأحيان، يطلق على المستوى المركب اسم مستوى أرغند نسبة إلى جون روبرت أرغند (1768-1822)، ومخطط أو شكل أو أشكال أرجند (أرجاند) في مناهج بعض المدارس والمُعجَمات.